# Provelosaurus
Provelosaurus is een geslacht van uitgestorven pareiasauriden uit het Laat-Perm van Brazilië. 

## Vondst en naamgeving
Het fossiel werd in de jaren zeventig gevonden op de weg tussen Aceguá en Bagé in de Paleorrota, Rio Grande do Sul, in een laag van de Rio do Rasto-formatie, ongeveer 260 miljoen jaar oud.
In 1985 werd de vondst door Dina Celeste Araújo benoemd als een Zuid-Amerikaanse soort van het geslacht Pareiasaurus: Pareiasaurus americanus. De soortaanduiding verwijst naar de herkomst uit Amerika.
Het holotype is UFRGS PV 0231 P, een gedeeltelijk skelet met schedel. Paratypen waren de exemplaren UFRGS PV 0232 P, het bekken van een jong dier, en  UFRGS PV 0233 P, een postcraniaal skelet.
In 1997 benoemde Michael Lee het aparte geslacht Provelosaurus. De geslachtsnaam betekent 'vóór Velosaurus'. Lee merkte op dat het meer verwantschap vertoont met de kleine, sterk afgeleide, Zuid-Afrikaanse dwergpareiasauria (Pumiliopareiasauria genoemd door Jalil & Janvier 2005) dan bij de meer typische Pareiasaurus. Volgens Lee overbrugt Provelosaurus de morfologische kloof tussen de gevorderde Zuid-Afrikaanse en de meer algemene pareiasauriërs. De Afrikaanse en Braziliaanse fauna lijkt vaak erg op elkaar.
In 2005 werd nog de schedel MCP 4263PV toegewezen. In 2021 werden nog eens drie specimina toegewezen, gevonden in 2008: UFRGS-PV-0358-P: een schedel; UFRGS-PV-0359-P: een skelet; en UFRGS-PV-0376-P: een schoudergordel en rib.

## Beschrijving
Het holotype is het grootste bekende exemplaar. De lengte ervan werd in 2021 geschat op honderdtwintig centimeter.
Volgens Lee was Provelosaurus een metaspecies, dus een voorouderlijke soort zonder autapomorfieën. Wel zou er een unieke combinatie van basale en afgeleide eigenschappen aanwezig zijn.
In 2005 werden twee autapomorfieën vastgesteld. Het quadratojugale heeft een glad oppervlak aan de onderste buitenkant met aan het uiteinde twee opvallende cilndervormige bulten. Het squamosum is verticaal verbreed. In 2021 werden nog eens vijf autapomorfieën toegevoegd. De voorste maxillaire tanden zijn zeer lang en dun, 1,7 maal langer dan breed, met slechts zeven knobbels. Het prefrontale is verticaal verbreed en vormt de volledige voorrand van de oogkas. De bult op het angulare van de onderkaak heeft een driehoekig profiel in zijaanzicht met een schuine voorrand en een achterrand die haaks staat op de kaakrand. De interclavicula van de schoudergordel heeft een lange middenschacht met een lengte gelijk aan die van de dwarstakken. De halswervels hebben verticaal afgeplatte vleugelvormige zijuitsteeksels.
De voorste maxillaire tanden hebben verlengde bases en staan ver uit elkaar. De onderkant van het bovenkaaksbeen is glad. De slapen zijn echter bezet door vele knobbels.

## Fylogenie
In 2021 werd bevestigd dat Provelosaurus americanus, een van de oudste bekende pareaisauriërs, nauwer verwant is aan de Karoo-dwergsoorten maar er toch van gescheiden wordt door een lange verbogen ontwikkelingslijn. 